# British Aircraft Corporation
Pour les articles homonymes, voir BAC.
La firme British Aircraft Corporation (BAC) est un ancien constructeur aéronautique britannique, formé en janvier 1960 par la fusion de English Electric, Vickers-Armstrongs et Bristol Aircraft. Ils sont rejoints en septembre 1960 par Hunting Aircraft.
En 1962, la BAC s'associe avec Sud-Aviation pour commencer le développement du Concorde. En avril 1977, la BAC est à son tour fusionnée avec Hawker Siddeley et Scottish Aviation pour former British Aerospace.

## Production

### Aéronefs

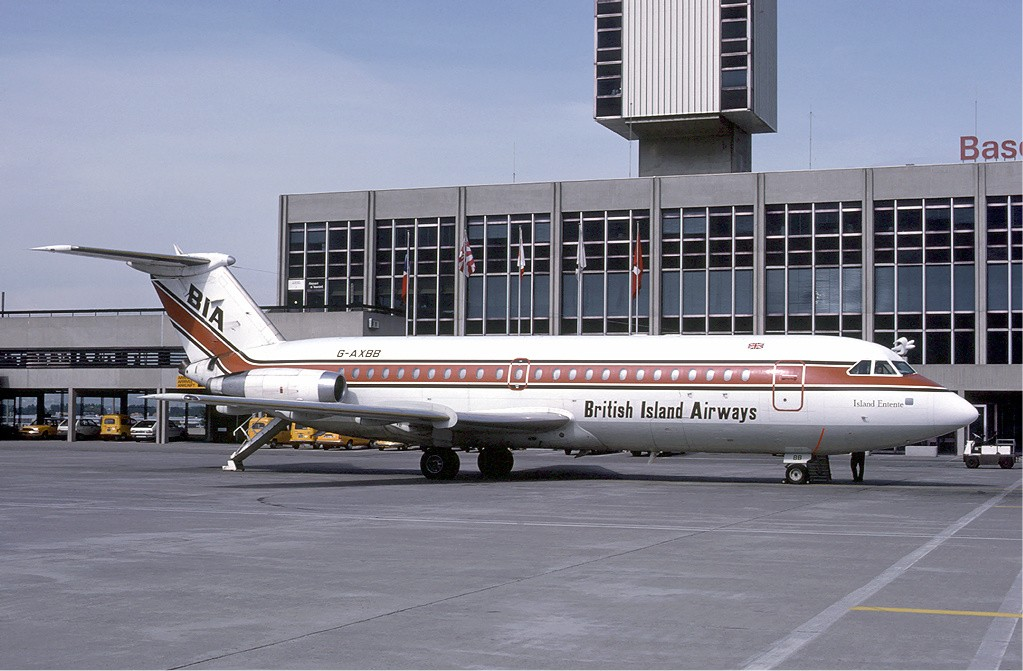
Un BAC 1-11.

- AFVG – prototype d'avion militaire multi-rôle à réaction
- BAC One-Eleven – avion de ligne à réaction
- BAC Two-Eleven et Three-Eleven – prototype d'avion de ligne à réaction
- BAC 221 – Fairey Delta 2 modifié pour le développement du Concorde
- BAC Strikemaster – avion d'attaque au sol à réaction
- BAC / Aérospatiale Concorde – avion de ligne à réaction supersonique
- BAC TSR-2 – prototype de bombardier à réaction
- BAC / Bristol 188 – chasseur à réaction expérimental
- BAC / Bristol Britannia – avion de ligne à Turbopropulseur
- BAC / English Electric Canberra – bombardier à réaction
- BAC / English Electric Lightning – chasseur à réaction supersonique
- BAC / Hunting H.126 – avion expérimental
- BAC / Hunting Jet Provost – avion d'entrainement à réaction
- BAC / Vickers Supermarine Scimitar – chasseur bombardier naval à réaction
- BAC / Vickers VC10 – avion de ligne à réaction
- BAC / Vickers Viscount – avion de ligne à Turbopropulseur
- BAC / Vickers Vanguard – avion de ligne à Turbopropulseur
- Panavia Tornado/Panavia Tornado ADV – avion d'attaque multi-rôle à réaction; projet multinational
- SEPECAT Jaguar – avion d'attaque au sol à réaction; projet Anglo-français

### Missiles
- BAC Rapier missile sol-air
- BAC Sea Skua missile air-sol naval lancé depuis hélicoptère
- BAC Sea Wolf missile sol-air
- BAC Swingfire missile anti-char
- BAC / Vickers Vigilant missile anti-char

En outre BAC continua la production des missiles sol-air Bristol Bloodhound et English Electric Thunderbird.

### Matériel spatial
BAC fut impliqué dans des programmes d'engins spatiaux inhabités, principalement des satellites
- Ariel 4 – satellite de recherche
- Intelsat – satellite de communication; BAC fournit certains sous-systèmes à Hughes (le maître d'œuvre) et assembla Intelsat 4
- Prospero X-3 – satellite expérimental
- Multi-Unit Space Transport And Recovery Device (MUSTARD) était un projet de système de lancement composé de propulseurs réutilisables fonctionnant ensemble.